# تومي بروس
تومي بروس (بالإنجليزية: Tommy Bruce)‏ هو مغني بريطاني، ولد في 16 يوليو 1937، وتوفي في 10 يوليو 2006 بسبب سرطان البروستاتا.

## وصلات خارجية
- تومي بروس على موقع IMDb (الإنجليزية)
- تومي بروس على موقع ميوزك برينز (الإنجليزية)
- تومي بروس على موقع ديسكوغز (الإنجليزية)